# إدوارد جي. كينغ
إدوارد جي. كينغ هو محامي وسياسي أمريكي، ولد في 11 مايو 1925 في تشيلسي في الولايات المتحدة، وتوفي في 18 سبتمبر 2006 في بورلينغتون في الولايات المتحدة. نشط حزبياً في الحزب الديمقراطي والحزب الجمهوري. وقد انتخب حاكم ماساتشوستس ‏ (4 يناير 1979 – 6 يناير 1983).

## وصلات خارجية
- إدوارد جي. كينغ على موقع مرجع كرة القدم المحترفة.كوم (الإنجليزية)